# Norfolk, Virginia
Norfolk là một thành phố ở tiểu bang Virginia, Hoa Kỳ. Với dân số khoảng 237.764 năm 2002, đây là thành phố lớn thứ hai ở bang Virginia sau Virginia Beach.